# 藤井淳志
藤井 淳志（ふじい あつし、1981年5月20日 - ）は、愛知県豊橋市出身の元プロ野球選手（外野手、右投両打）、野球解説者、実業家。

## 経歴

### プロ入り前
地元で公立の豊橋東高等学校から、一般入試で筑波大学へ進学。入学後は、4年次からスイッチヒッターに挑戦。2003年の首都大学野球春季1部リーグにて、50打数17安打6打点（打率.340）と個人打撃成績7位の成績を残す。
NTT西日本へ進み、2005年の都市対抗野球では2回戦で日産自動車の高崎健太郎から本塁打を放つがコールド負け。秋の日本選手権にて齊藤信介（藤井と同じくのちに中日へ入団）や岸田護、脇谷亮太らのメンバーで準優勝。野球W杯では社会人のみで編成された日本代表に選出。2005年度大学生・社会人ドラフト会議において中日ドラゴンズから3位指名を受け、入団。

### 中日時代
2006年シーズンは、上田佳範、井上一樹、英智らと外野ポジションを争い、オープン戦での活躍により「2番・中堅手」として開幕スタメンを勝ち取った（チームとして福留孝介以来7年ぶりの新人の開幕スタメン）。開幕2戦目にてプロ初安打を記録し、守備では山﨑浩司の左中間に抜けそうな当たりをダイビングキャッチするファインプレーをみせた。しかし5試合目からスタメンを外れ、以後は主に守備固め・代走として出場した。北海道日本ハムファイターズとの日本シリーズでは、第4戦の8回裏中堅の守備固めで日本シリーズ初出場。
2007年シーズンからは、右打席に専念。春季キャンプでは、ほぼ毎日3時間かけ、1562スイングと荒行を成し遂げるも、落合博満監督は「これから毎日だよ。足りなけりゃ4時間でも5時間でもいい。長くなってくるよ。限界? 限界なんてあるか」と発言。藤井の目標は「総合アップさせたい。1日1600スイングで鍛える」であった。昨シーズンと比較しスタメンの機会が増え、プロ初打点も記録。また、ナゴヤドームにて逆方向へ初本塁打を放った。守備固めや代走を含め出場機会は昨シーズンを上回った。
2008年シーズンは、4度の二軍落ちを経験するなど状態は芳しくなかった。同年シーズンオフには、新井良太、前田章宏とともに野手として初めてドミニカ共和国のウィンターリーグへ派遣された。リセイ・タイガース所属となり、終盤に登録され、3打数1安打を記録。ウィンターリーグを機にスイッチヒッターへ再転向した。
2009年シーズンは、5月に一般女性と結婚。オープン戦で好成績を残し、好調のまま迎えた公式戦では開幕直後の6試合で4本塁打とそれまでのシーズンにおける自身の通算本塁打数を更新した。6月30日の対阪神タイガース戦では、3点差を逆転する、プロ入り初の満塁本塁打を放った。9月6日の対横浜ベイスターズ戦（新潟）において、和田一浩と交錯した際の骨折により戦列を離れた。10月17日、東京ヤクルトスワローズとのクライマックスシリーズ第1ステージ初戦にスタメン出場し、3安打と戦力として復帰。しかしチームはクライマックスシリーズ第2ステージで敗退する。規定打席まで8打席届かなかったが.299、10本塁打49打点とこれまでのキャリアハイを記録。シーズンを通しほぼ中堅手のポジションで先発出場した。
2010年シーズンは、ディオニス・セサル、大島洋平、野本圭、堂上剛裕らとの厳しいポジション争いを繰り広げたが、夏以降はスタメン機会が増加。8月21日の対ヤクルト戦（ナゴヤドーム）では、2打数1安打1四球で決勝のホームを踏み、守備でも2補殺の大活躍でお立ち台に上がった。しかし、飛躍した昨シーズンと比べ出場機会は減り、大きく成績を落とした。
2011年シーズンは、二軍にて開幕を迎えた。一軍定着できず、何度か上がってはその度に二軍落ちを繰り返した。プロ入りして最低となる20試合の出場にとどまった。ポストシーズンでは一軍登録され、福岡ソフトバンクホークスとの日本シリーズでは右翼手として2試合に先発出場した。
2012年シーズンは、開幕一軍の切符をつかむ。7月8日の対横浜DeNAベイスターズ戦（ナゴヤドーム）にて延長10回裏、満塁の場面で自身初となるサヨナラ打をライト前に放った。同日のヒーローインタビューにおいて、4月1日に長男が誕生したことを明かした。
2013年シーズンは、オープン戦から本塁打を放つなどアピールし開幕一軍を果たす。少ない出場機会だったが5月には補殺数で両リーグトップに立った。8月中旬には「1番・中堅手」で定着し、同月の月間打率.378、4本塁打と活躍。しかし9月1日の故障により戦線離脱。規定打席には届かなかったが4年ぶりに100試合以上に出場し、打率.303を記録した。
2014年シーズンは、二軍スタートでの開幕となった。4月6日に一軍昇格を果たすが、5月3日に二軍へ降格。6月15日、再び一軍昇格すると、その後も帯同しつづけ、8月5日には故郷である豊橋にて、自身初となるサヨナラ本塁打を放った。8月29日、8回と11回にいずれも左打席でプロ初となる1試合2本塁打を放った。
2015年シーズンは、自身の誕生日である5月20日の対広島東洋カープ戦にて逆転3点本塁打を放ち、昨シーズン同様に、故郷・豊橋で大活躍した。7月12日の対広島戦（ナゴヤドーム）では延長12回にサヨナラ本塁打を放つなど得点圏打率.405と勝負強さを発揮。自身最多となる118試合に出場し、打率.295、6本塁打45打点を記録した。同年に自身初の国内FA権を取得したが行使せず残留を表明。10月1日、第2子となる次男が誕生。
2016年シーズンは、開幕スタメンを勝ち取り、マルチヒットを記録。7月11日の対DeNA戦（横浜スタジアム）では自身2本目となる満塁本塁打を放った。87試合に出場。同年シーズン途中に海外FA権を取得したが、残留を表明した。
2017年シーズンは、9月24日の本拠地・ナゴヤドーム最終戦での森野将彦の引退試合にてサヨナラ打を記録。自己最多となる128試合に出場。打率.265、6本塁打、42打点を残したが、規定打席には届かなかった。
2018年シーズンは、主に代打として起用された。7月29日の対読売ジャイアンツ戦（東京ドーム）にてプロ通算1000試合出場を達成。
2019年シーズンは、主に代打などで61試合に出場し、打率.220だった。
2020年シーズンは、開幕を二軍で迎えたあと一度も昇格できなかった。シーズン通して一軍出場なしはプロ入り後初となる。オフには2020年から2年契約だったことを明かした。
2021年シーズンは、前年に続き一軍出場がないまま9月29日に球団を通して現役引退を発表。10月13日のヤクルト戦（バンテリンドーム）にて、同じく現役を引退する山井大介とともに引退試合が行われた。自身は「1番・右翼手」として先発出場（1打席限定）。1回裏、相手投手・サイスニードの投げた外角いっぱいの直球に手が出ず、見逃し三振に終わった。ここでチームメイトの堂上直倫から花束を贈られ、ファンの大きな拍手と共にベンチに降りた。試合後の引退セレモニーでは関係者やファンに感謝を伝え、自身の家族とチームメイトの大島洋平や祖父江大輔から花束が贈られた。その後、背番号と同じ数である4度胴上げされ、現役生活に幕を下ろした。

### 現役引退後
2022年からは中京テレビ放送・J SPORTS（CBCテレビ制作分）・東海ラジオ（ゲスト）の野球解説者・CBCテレビの副音声解説者・東海ラジオのコメンテーターを務める。また子どものためのスポーツジム事業を中心とする『株式会社ATSH』の代表として施設を運営している。
2023年6月14日にサンエスオルクスとATSHがオフィシャルトレーニング契約を締結し、所属選手に基礎トレーニングを行うこととなった。
2024年5月には、名古屋市天白区に就労継続支援B型事業所「ATSH RAINBOW」を設立し代表を務める。ドラゴンズ関連の軽作業などを受注、ドラゴンズが練習や試合で使うボール磨きやユニホームのワッペン貼り、名刺への点字の刻印などに取り組む。また自身が主宰し、子どもたちに野球を中心とした運動を指導する教室「ATSH SPORTS」も運営している。

## 選手としての特徴
スイッチヒッター。50メートル走5秒8、遠投125メートル。その強肩から鉄砲肩と形容された。しかし、ともに強肩を誇ったチームメイトの英智同様に、遠投能力の高さは手首が強いためと自身は語っている。ただし、送球のコントロールに難があった。

## 人物
入団時、中日スポーツにて登場曲を公募し『TRAIN-TRAIN』/ THE BLUE HEARTSに決定。その後、2008年まで『Tank!』/ カウボーイビバップOP、2009年当初の『キスして欲しい』/ THE BLUE HEARTSを経て、通常時が『キスして欲しい』、チャンス時に『Tank!』と併用のかたちをとる。2011年からはすべての打席で『キスして欲しい』を使用。
右左の打席で異なるバットを使用している。左打席でのバットは、元チームメイトである新井良太と同タイプだった。2009年好調な藤井にあやかるため、荒木雅博は藤井のバットで打席に立つことがあった。10月18日のクライマックスシリーズ（対ヤクルト）において、藤井のバットを使用した荒木が決勝適時打を放った。これを受けた藤井が「ナイスバット」と冷やかしたが、荒木は「こっちだよ、こっち」と自らの腕を指して反論している。なお、荒木はこの決勝打以降しばらく同バットを使い続けた。
ファンサービス精神が旺盛である。優勝時のビールかけでは、前面はスーツ姿で背中が丸出しとなった衣装や、イカのような形をしたフランクフルトのかぶり物で登場している。また2011年シーズン開始前の応援テレビ番組では青木宣親、シーズン終了後の豊橋イトーヨーカー堂トークショーではアレックス・ラミレスなど、他球団選手の物真似をして会場を沸かせるなど、多くのファンを楽しませた。2012年ファン感謝デーにおける障害物リレーでは、突然チームメイトの中田亮二を相手にした相撲に勝利し満員の観客を沸かせた。2013年放送の『プロ野球を2013倍楽しくするテレビ』（関西テレビ）への出演時、司会者から「美容師さんですか？」とつっこまれるほどスタイリッシュな野球選手であった。
非常に引き締まった体躯をもち現役時代の体脂肪率は5%ともいわれた。

## 詳細情報

### 年度別打撃成績
| 年 度      | 球 団      | 試 合 | 打 席 | 打 数 | 得 点 | 安 打 | 二 塁 打 | 三 塁 打 | 本 塁 打 | 塁 打 | 打 点 | 盗 塁 | 盗 塁 死 | 犠 打 | 犠 飛 | 四 球 | 敬 遠 | 死 球 | 三 振 | 併 殺 打 | 打 率 | 出 塁 率 | 長 打 率 | O P S |
| ---------- | ---------- | ----- | ----- | ----- | ----- | ----- | -------- | -------- | -------- | ----- | ----- | ----- | -------- | ----- | ----- | ----- | ----- | ----- | ----- | -------- | ----- | -------- | -------- | ----- |
| 2006       | 中日       | 40    | 44    | 41    | 10    | 6     | 2        | 0        | 0        | 8     | 0     | 1     | 1        | 2     | 0     | 0     | 0     | 1     | 7     | 0        | .146  | .167     | .195     | .362  |
| 2007       | 中日       | 76    | 71    | 64    | 14    | 13    | 3        | 0        | 1        | 19    | 5     | 7     | 2        | 4     | 1     | 2     | 0     | 0     | 19    | 0        | .203  | .224     | .297     | .521  |
| 2008       | 中日       | 40    | 39    | 35    | 10    | 6     | 1        | 0        | 2        | 13    | 2     | 2     | 1        | 3     | 0     | 1     | 0     | 0     | 9     | 0        | .171  | .194     | .371     | .566  |
| 2009       | 中日       | 114   | 438   | 401   | 50    | 120   | 26       | 1        | 10       | 178   | 49    | 15    | 1        | 11    | 2     | 23    | 5     | 1     | 79    | 4        | .299  | .337     | .444     | .781  |
| 2010       | 中日       | 63    | 184   | 166   | 17    | 39    | 6        | 3        | 1        | 54    | 8     | 3     | 1        | 9     | 1     | 7     | 0     | 1     | 38    | 1        | .235  | .269     | .325     | .594  |
| 2011       | 中日       | 20    | 58    | 50    | 7     | 12    | 2        | 0        | 0        | 14    | 3     | 1     | 0        | 5     | 0     | 1     | 0     | 2     | 13    | 1        | .240  | .283     | .280     | .563  |
| 2012       | 中日       | 54    | 62    | 56    | 5     | 11    | 2        | 0        | 0        | 13    | 3     | 1     | 1        | 1     | 1     | 4     | 0     | 0     | 13    | 1        | .196  | .246     | .232     | .478  |
| 2013       | 中日       | 108   | 259   | 238   | 27    | 72    | 10       | 0        | 6        | 100   | 19    | 5     | 2        | 2     | 3     | 14    | 1     | 2     | 53    | 4        | .303  | .342     | .420     | .763  |
| 2014       | 中日       | 88    | 300   | 266   | 35    | 73    | 13       | 3        | 6        | 110   | 36    | 2     | 2        | 6     | 2     | 25    | 0     | 1     | 55    | 2        | .274  | .337     | .414     | .750  |
| 2015       | 中日       | 118   | 315   | 275   | 28    | 81    | 9        | 3        | 6        | 114   | 45    | 3     | 0        | 11    | 4     | 23    | 0     | 2     | 69    | 4        | .295  | .349     | .415     | .763  |
| 2016       | 中日       | 87    | 187   | 167   | 15    | 36    | 5        | 1        | 3        | 52    | 19    | 0     | 0        | 6     | 2     | 12    | 1     | 0     | 45    | 3        | .216  | .265     | .311     | .577  |
| 2017       | 中日       | 128   | 408   | 374   | 29    | 99    | 18       | 3        | 6        | 141   | 42    | 5     | 6        | 6     | 2     | 24    | 0     | 2     | 96    | 6        | .265  | .311     | .377     | .688  |
| 2018       | 中日       | 96    | 162   | 145   | 21    | 35    | 8        | 0        | 3        | 52    | 30    | 0     | 0        | 0     | 5     | 12    | 1     | 0     | 36    | 1        | .241  | .290     | .359     | .649  |
| 2019       | 中日       | 61    | 154   | 141   | 12    | 31    | 8        | 1        | 1        | 44    | 12    | 1     | 0        | 0     | 1     | 11    | 0     | 1     | 33    | 3        | .220  | .279     | .312     | .591  |
| 2021       | 中日       | 1     | 1     | 1     | 0     | 0     | 0        | 0        | 0        | 0     | 0     | 0     | 0        | 0     | 0     | 0     | 0     | 0     | 1     | 0        | .000  | .000     | .000     | .000  |
| 通算：15年 | 通算：15年 | 1094  | 2682  | 2420  | 280   | 634   | 113      | 15       | 45       | 912   | 273   | 46    | 17       | 66    | 24    | 159   | 8     | 13    | 566   | 30       | .262  | .308     | .377     | .685  |

- 2021年度シーズン終了時

### 年度別守備成績
| 年 度 | 球 団 | 外野  | 外野  | 外野  | 外野  | 外野  | 外野     |
| 年 度 | 球 団 | 試 合 | 刺 殺 | 補 殺 | 失 策 | 併 殺 | 守 備 率 |
| ----- | ----- | ----- | ----- | ----- | ----- | ----- | -------- |
| 2006  | 中日  | 25    | 25    | 1     | 0     | 0     | 1.000    |
| 2007  | 中日  | 64    | 34    | 2     | 0     | 0     | 1.000    |
| 2008  | 中日  | 29    | 19    | 0     | 1     | 0     | .950     |
| 2009  | 中日  | 113   | 218   | 3     | 3     | 1     | .987     |
| 2010  | 中日  | 54    | 85    | 4     | 1     | 0     | .989     |
| 2011  | 中日  | 17    | 29    | 0     | 1     | 0     | .967     |
| 2012  | 中日  | 38    | 43    | 1     | 1     | 1     | .978     |
| 2013  | 中日  | 92    | 109   | 8     | 3     | 1     | .976     |
| 2014  | 中日  | 82    | 135   | 2     | 2     | 1     | .986     |
| 2015  | 中日  | 102   | 125   | 4     | 4     | 0     | .970     |
| 2016  | 中日  | 56    | 61    | 2     | 0     | 1     | 1.000    |
| 2017  | 中日  | 102   | 176   | 1     | 2     | 0     | .989     |
| 2018  | 中日  | 32    | 46    | 2     | 0     | 1     | 1.000    |
| 2019  | 中日  | 34    | 49    | 1     | 0     | 0     | 1.000    |
| 2021  | 中日  | 1     | 0     | 0     | 0     | 0     | ----     |
| 通算  | 通算  | 803   | 1154  | 31    | 16    | 6     | .987     |

- 2021年度シーズン終了時

### 表彰
- 月間サヨナラ賞：1回（2015年7月）
- ヤナセ・がんばれドラゴンズMIP賞：1回（2009年）[38]

### 記録
初記録
- 初出場・初先発出場：2006年3月31日、対広島東洋カープ1回戦（ナゴヤドーム）、2番・中堅手で先発出場
- 初打席：同上、1回裏に黒田博樹から死球
- 初安打：2006年4月1日、対広島東洋カープ2回戦（ナゴヤドーム）、6回裏に大竹寛から右前安打
- 初盗塁：2006年8月22日、対東京ヤクルトスワローズ12回戦（ナゴヤドーム）、12回裏に二盗（投手：五十嵐亮太、捕手：米野智人）
- 初打点：2007年5月25日、対西武ライオンズ1回戦（グッドウィルドーム）、2回表にアレックス・グラマンから右犠飛
- 初本塁打：2007年5月27日、対北海道日本ハムファイターズ1回戦（ナゴヤドーム）、1回裏に武田勝から右越ソロ

節目の記録
- 1000試合出場：2018年7月29日、対読売ジャイアンツ14回戦（東京ドーム）、6番・左翼手で先発出場 ※史上494人目

その他の記録
- フランチャイズ・プレイヤー：入団から引退まで移籍なし（地元出身、最狭義のフランチャイズプレイヤーでもある）

### 背番号
- 22（2006年 - 2007年）
- 4（2008年 - 2021年）

### 登場曲
- THE BLUE HEARTS「キスしてほしい」（2009年 - 2014年途中）
- 菅原愛子 from CRAZY KEN BAND + ISOP「CRYSTAL CLEAR FOR fj.4」（オリジナル曲、2014年途中 - 2021年）